# Arturo Merzario
Arturo Francesco Merzario, detto Art (Civenna, 11 marzo 1943), è un ex pilota automobilistico italiano, che ha corso in tutte le discipline, dalle piccole turismo fino alla Formula 1.
Oltre che per i titoli sportivi - è stato infatti tra i più veloci e vittoriosi piloti di vetture sport- prototipi della sua generazione - è ricordato anche per aver salvato la vita a Niki Lauda nell'incidente subito dal pilota austriaco sulla pista del Nürburgring, circuito su cui peraltro l'italiano ha più volte primeggiato.

## Carriera

### Gli inizi e le corse in Turismo
Conosciuto come Arturo (il vero nome "Arturio" è frutto di un refuso all'anagrafe), è figlio di un imprenditore edile e di una maestra. Cresciuto in una famiglia benestante, riuscì a coltivare la sua passione per i motori e, nel 1962, prese parte con l'Alfa Romeo Giulietta Spider del padre alla Coppa Fisa, disputatasi a Monza, giungendo ottavo. La buona prestazione lo fece notare a Mario Angiolini, fondatore del team Jolly Club, che gli offrì un contratto per correre un rally in Sardegna. Alla guida della sua nuova Giulietta SZ, regalatagli dal padre Giorgio, riuscì a imporsi nella categoria GT e venne premiato dalla stessa CSAI.
Dopo una stagione con l'Alfa Romeo Giulietta SZ, acquistò una Fiat Abarth 1000 con l'aiuto del padre, e ne affidò la preparazione a Samuele Baggioli di Milano. Nel 1964, con questa vettura, sfiorò il titolo di Campione Italiano per vetture turismo. Nel 1967, a bordo di una Fiat Abarth 1000 berlina semi-ufficiale, si classificò terzo nel Campionato Europeo Turismo per la Scuderia del Lario. Nel 1975 disputò diverse gare del campionato italiano turismo al volante di una Ford Escort 2000.

### Sport-prototipi

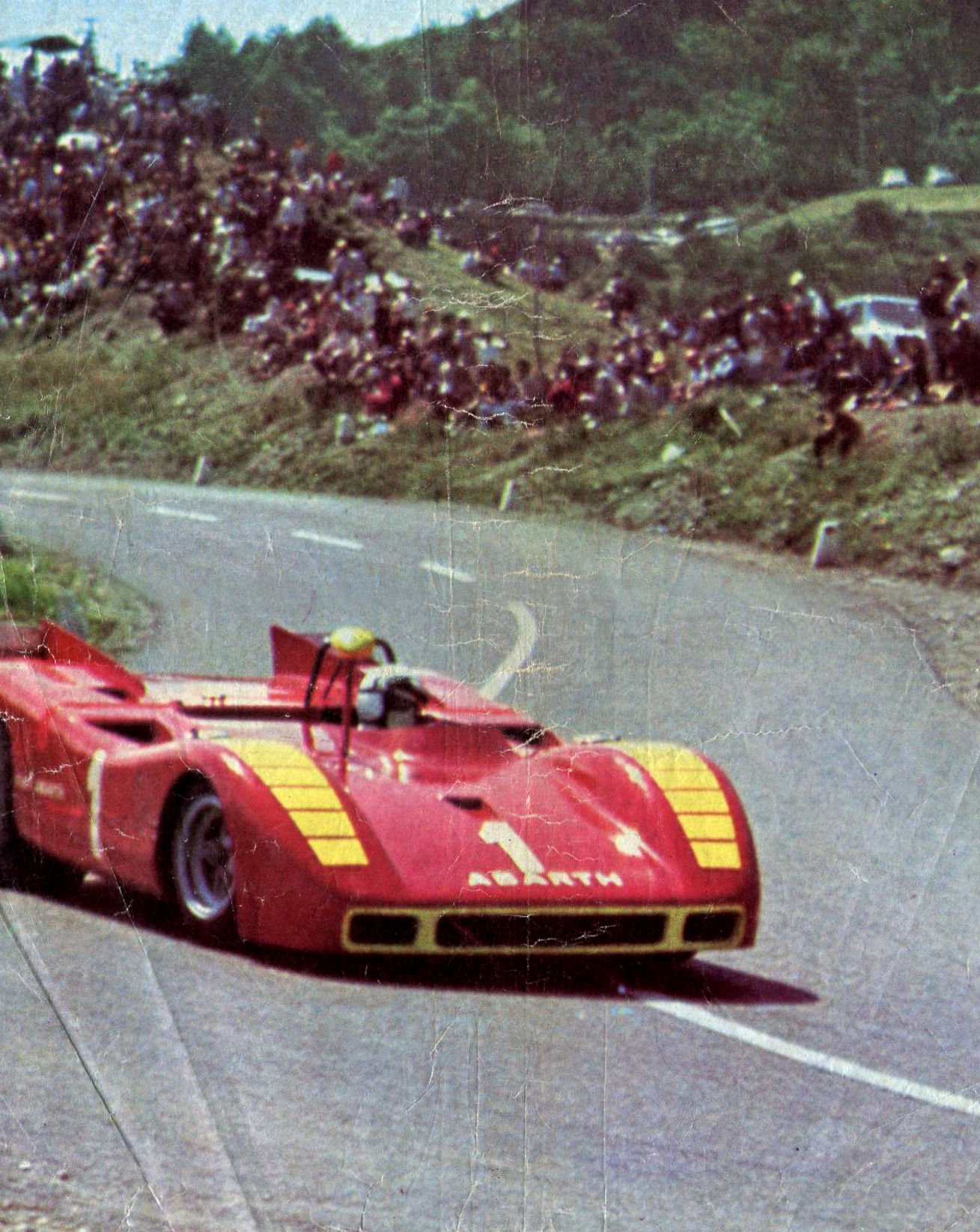
Merzario affronta il passo del Giogo su Fiat Abarth 2000 nel vittorioso Gran Premio del Mugello del 1970

Fu ingaggiato dall'Abarth prima come collaudatore nel 1967, poi come pilota ufficiale. Nel 1968 vinse il Campionato Italiano della Montagna alla guida della barchetta 1000SP. La svolta della carriera giunse con la vittoria del circuito del Mugello 1969, con una Abarth 2000. In quella stagione disputò anche il Campionato europeo della montagna dove si classificò secondo assoluto e primo nella categoria Sport. Nel 1970 vinse per la seconda volta consecutiva il Gran Premio del Mugello, sempre con Abarth.
Questi successi aprirono a Merzario le porte della Ferrari. Nel 1970 partecipò al Campionato del Mondo Marche con una Ferrari 512S ufficiale e vinse per la seconda volta consecutiva il Gran Premio del Mugello con l'Abarth. Nel 1971, continuò alternandosi alla guida delle Abarth 2000 e di Ferrari 512M private, vincendo la Coppa Shell Interserie di Imola e, a fine stagione, il Trofeo Ignazio Giunti a Vallelunga.
Nel 1972 con la Ferrari 312 P, in coppia con Sandro Munari, ottenne la vittoria alla Targa Florio e s'impose anche nella 1000 km di Spa con Brian Redman. Seguirono altri piazzamenti che consentirono alla Ferrari di vincere il Mondiale Marche. A fine anno vinse la 500 km di Imola e la 9 ore di Kyalami (in coppia con Regazzoni), prove non valide per il Mondiale. Nella stagione 1972 fu anche pilota ufficiale Osella-Abarth, e vinse il Campionato Europeo Sport 2000.

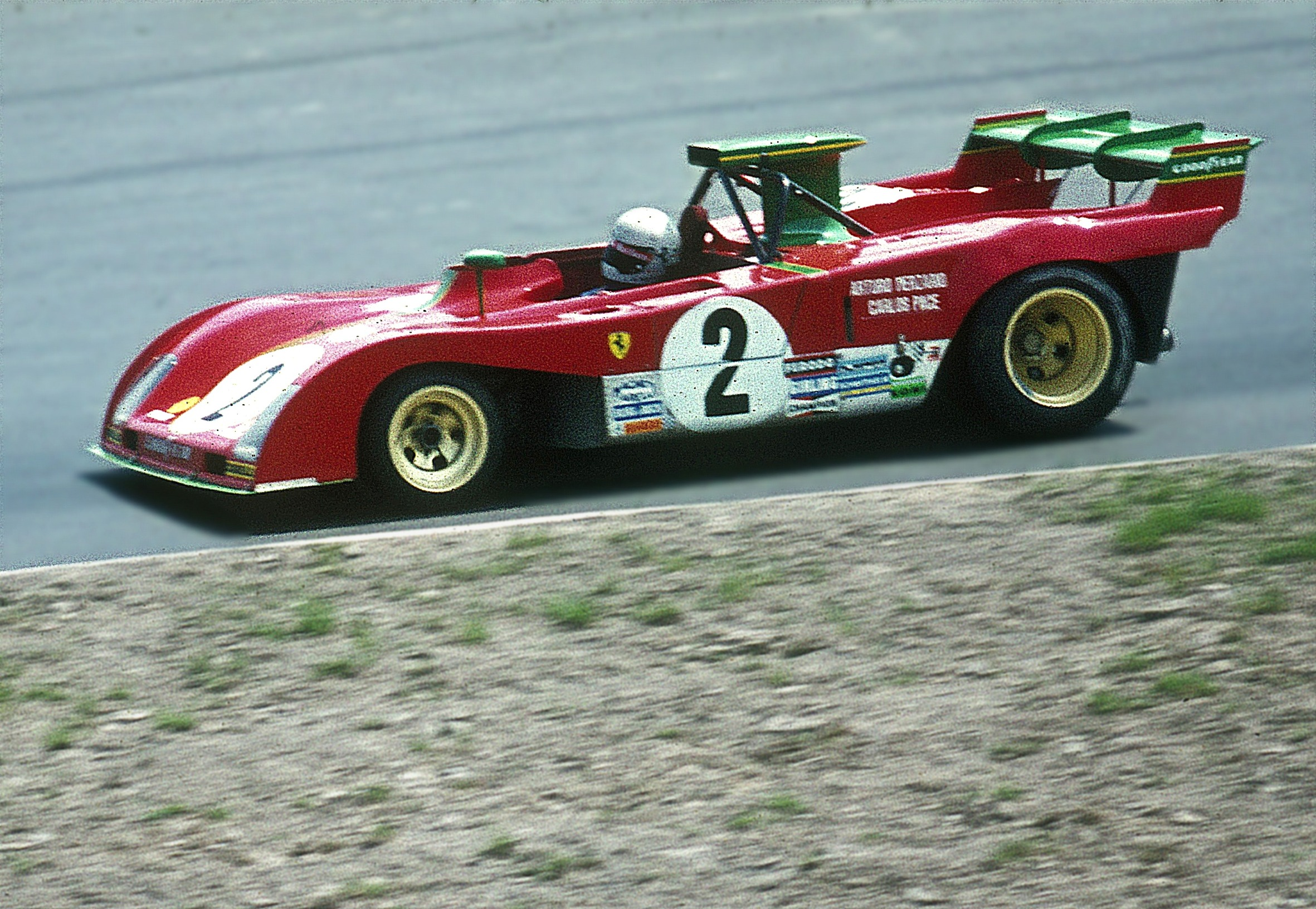
Merzario su Ferrari 312 PB alla 1000 km del Nürburgring del 1973

L'anno successivo fu un anno di crisi e, per il 1974, la Ferrari offrì a Merzario un ingaggio limitato ai soli prototipi e a qualche gara in Formula 1. Merzario rifiutò tale proposta e si vincolò all'Alfa Romeo. Nel 1975, alla guida di un'Alfa Romeo Tipo 33, tornò a imporsi nel Mondiale Marche vincendo le gare di Digione, Monza, Enna e Nürburgring. Vinse per la seconda volta la Targa Florio in coppia con Nino Vaccarella. Partecipò inoltre, senza fortuna, alla corsa in salita Malegno - Borno al volante di una Osella 2000 sport.
Nel 1976 disputò qualche gara con l'Alfa Romeo 33SC12. Nel 1985 Merzario vinse il Campionato Italiano Prototipi con una Lucchini leggermente modificata. Nel 1986 costruì, partendo da un telaio Lucchini, sei esemplari della Symbol, una biposto corsa con motore Alfa Romeo. Con la Symbol disputò varie edizioni del Campionato italiano, fino al 1990. All'inizio della stagione 1991 ebbe l'incidente più grave della sua carriera: a bordo di una vettura prototipo uscì di pista a Magione, riportando numerose fratture agli arti inferiori. Nel mese di ottobre tornò alle corse del Campionato Italiano Prototipi e pochi giorni dopo giunse 2º alla 6 Ore di Vallelunga.

### Le Formule

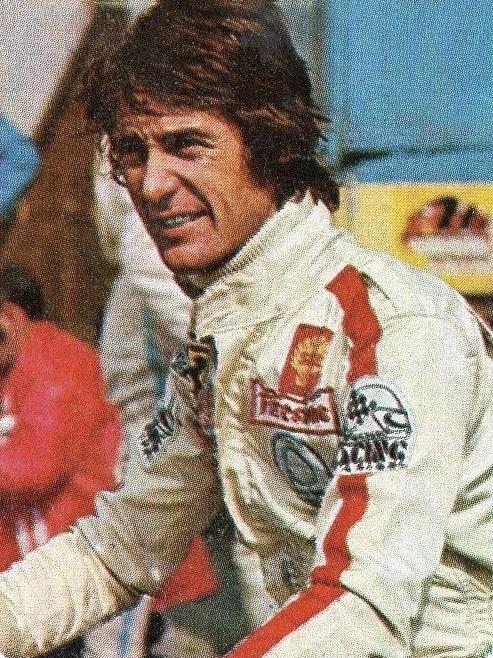
Merzario al Gran Premio d'Italia 1973

Nel 1971 iniziò a correre in F2 con una Tecno del Team Iris ceramiche, senza fortuna. Nel 1972 debuttò in Formula 1 al circuito di Brands Hatch, dando alla Ferrari il sesto posto al Gran Premio di Gran Bretagna e vincendo il premio della combattività assegnato dai giornalisti specializzati. Nel 1974 la Ferrari offrì a Merzario un ingaggio limitato alle sole corse dei prototipi ed eventualmente a qualche gara in Formula 1, ma Merzario rifiutò e fu preso dalla Iso-Williams. In Formula 1, dopo scarsi risultati, abbandonò il Team Williams a causa di divergenze col manager.

Merzario al Gran Premio d'Argentina 1978

Corse il gran premio d'Italia su una Fittipaldi Copersucar. Nel 1976 disputò il campionato mondiale di F1 alla guida di una March 761 e di una Wolf Williams. Con Guy Edwards, Brett Lunger e Harald Ertl salvò Niki Lauda dalle fiamme al Nürburgring nel Gran Premio di Germania 1976: sei settimane dopo l'incidente, al Gran Premio d'Italia, Lauda tornò di nuovo a correre e regalò il suo orologio da polso d'oro Rolex a Merzario in segno di gratitudine per avergli salvato la vita.

Nel 1977, a causa di una caduta sugli sci, non prese parte alle prime gare del Mondiale di F1; decise così di rientrare da privato con una sua squadra, alla guida di una March 761B, ma con poca fortuna. Per il 1978 tentò la strada del costruttore di Formula 1 ma con scarsi mezzi economici a disposizione, la Merzario A1 lottò per qualificarsi in ogni gara. Nel 1979, con i modelli A2 e A3, Merzario continuò la sua avventura, ma i risultati stentarono ad arrivare, anche per il mutato livello professionistico della F1, sempre più riservata ai grandi gruppi industriali. Per il 1980 Merzario aveva in progetto un nuovo modello per rientrare nel giro mondiale al Gran Premio del Belgio, ma fu solo una pre-iscrizione. L'A4 venne adattata ai più piccoli motori BMW di Formula 2 e con questa macchina, chiamata M1, Merzario disputò il Campionato Europeo F2.

Merzario al Gran Premio d'Argentina 1979

Nel 1981 e 1982 il Team Merzario decise di correre in Formula 2 con numerose March-Bmw, ottenendo buoni piazzamenti con Piero Necchi e Jo Gartner. Nel 1983, in collaborazione con Degan (ex Autodelta), fu costruita una Merzario con telaio in carbonio, affidata al francese Richard Dallest. Il team partecipò anche al campionato italiano F3, in una occasione con lo stesso Merzario alla guida di una sua monoposto. Ancora una volta i pochi mezzi a disposizione resero impossibile l'ottenimento di risultati e, a metà stagione 1984, Merzario e il suo Team si ritirarono dalle competizioni, e fallì definitivamente l'esperienza come costruttore.

### I Trofei Monomarca
Nel 1995, a 52 anni, Merzario rientrò nel giro internazionale su richiesta della Maserati, disputando il Trofeo Ghibli Open Cup nel quale contese la vittoria a Denny Zardo. Nel 1996 e 1997 mise a punto la Centenari-Alfa Romeo nella neonata ISRS (International Sport Racing Series) vincendo la propria categoria. Nel 1999 il costruttore Tampolli gli affidò una delle sue macchine, ancora per la ISRS, e vinse a Monza e a Spa.
Dall'anno 2000 in poi si concentrò sulle gare GT con Ferrari e Porsche, aggiudicandosi alcune vittorie di classe. Nel 2010 è stato eletto presidente onorario della Scuderia del Portello, dedicata alla conservazione e preparazione dei modelli sportivi e storici dell'Alfa Romeo.

## Palmarès
1963
- 1º Rally Sardegna - Alfa Romeo Giulietta SZ

1964
- 1º Bolzano-Mendola - Fiat Abarth 1000
- 1º Trofeo Micangeli - Fiat Abarth 1000
- 1º Trofeo Lumezzane - Fiat Abarth 1000

1967
- 3º Campionato Europeo Turismo - Fiat Abarth 1000

1968
- 1º Colle di Nizza - Fiat Abarth 1000
- 1º Vittorio Veneto-Cansiglio - Abarth 1000SP
- 1º Coppa Acqua Cerelia - Abarth 1000SP
- 3º 500 km Nürburgring - Abarth 1600SP

1969
- 1º GP del Mugello - Abarth 2000
- 1º Campionato Europeo Montaga - Abarth 2000

1970
- 1º GP del Mugello - Abarth 2000
- 1º Cesana-Sestriere - Abarth 2000
- 3º 24 ore Daytona - Ferrari 512S
- 4º 1000 km Monza - Ferrari 512S

1971
- 1º Imola - Ferrari 512M
- 1º Vallelunga - Abarth 2000

1972
- 1º 1000 km di Spa (con Brian Redman) - Ferrari 312 PB
- 1º Targa Florio (con Sandro Munari) - Ferrari 312 PB
- 1º Campionato Europeo Sport 2000
- 1º 500 km Imola - Ferrari 312 PB
- 1º 9 ore Kylami - Ferrari 312 PB
- 6º GP Gran Bretagna - Ferrari 312 B2
- 1º Brescia-Monte Maddalena - Abarth 3000

1973
- 2º 1000 km Nürburgring - Ferrari 312 PB
- 2º 24 ore Le Mans - Ferrari 312 PB
- 4º GP Brasile - Ferrari 312 B2
- 4º GP Sudafrica - Ferrari 312 B2
- 7º GP Francia - Ferrari 312 B3
- 7º GP Austria - Ferrari 312 B3·

1974
- 1º 1000 km di Monza - Alfa Romeo 33
- 3º GP Presidente Medici - Iso Williams
- 4º GP Italia - Iso Williams
- 6º GP Sudafrica - Iso Williams

1975
- 1º 800 km di Digione - Alfa Romeo 33
- 1º 1000 km di Monza - Alfa Romeo 33
- 1º 1000 km di Pergusa - Alfa Romeo 33
- 1º 1000 km del Nürburgring - Alfa Romeo 33
- 1º Targa Florio (con Nino Vaccarella) - Alfa Romeo 33
- 7º Race of Champions - Iso Williams

1976
- 2º 500 km Imola - Alfa Romeo 33
- 9º GP Francia - March

1977
- 1º 500 km di Digione - Alfa Romeo 33
- 1º Coppa Florio - Alfa Romeo 33
- 1º 2h 30 dell'Estoril - Alfa Romeo 33
- 1º 500 km de Le Castellet - Alfa Romeo 33
- 1º Hockenheim - Alfa Romeo 33 Turbo

1978
- 5º GP Adriatico - Chevron B42
- 6º GP Mugello - Chevron B42
- 16º GP Svezia - Merzario A1

1979
- 11º Imola F1 - Merzario A4

1980
- 7º Donington - Bmw M1
- 8º Avus - Bmw M1
- 9º Pau - Merzario-Bmw M1

1985
- 1º Campionato Italiano Prototipi (Lucchini-Merzario)

1988
- 2º Pergusa - Symbol LM89
- 2º Varano - Symbol LM89

1990
- 3º Imola - Symbol LM90

1991
- 3º Varano - Giada T118
- 2º 6 ore Vallelunga - Alfa Romeo 75 V6

1992
- 1º Pergusa - Lucchini

1993
- 1º Mugello - Osella

1994
- 2º Monza - Centenari M1
- 3º Varano - Centenari M1

1995
- 1º Vallelunga - Centenari-Alfa
- 1º Imola - Maserati Ghibli
- 1º Estoril - Maserati Ghibli
- 1º Nürburgring - Maserati Ghibli
- 1º Misano - Maserati Ghibli

1996
- 1º Monza - Centenari M1
- 1º Mugello - Centenari M1

1997
- 1º Vallelunga - Centenari M1
- 1º Donington - Cenetanri M1
- 1º Brno - Centenari M1
- 1º Jarama - Centenari M1

1998
- 1º Paul Ricard - Centenari M1

1999
- 1º Monza - Tampolli AR
- 1º Spa - Tampolli AR
- 1º 6 Ore Vallelunga - Porsche 996
- 2º Pergusa - Tampolli AR

2000
- 1º Misano - Ferrari 355GT

2001
- 1º Monza Khumo Euro Gt - Ferrari F355 GT

2002
- 1º Barcellona Khumo Euro Gt - Ferrari F355 GT
- 1º Misano - Porsche 996 GT3
- 1º Ledenon - Porsche 996 GT3

2003
- 1º Imola - Ferrari F355 GT
- 1º Mugello - Ferrari F355 GT
- 1º Vallelunga - Ferrari F355 GT

2004
- 1º 6 ore Vallelunga - Porsche 996 Supercup

2005
- 1º Magione - Maserati Gt Light

2007
- 1º Adria - Porsche 997 GT3 Cup
- 1º Magione - Porsche 997 GT3 Cup
- 1º Mugello - Porsche 997 GT3 Cup
- 1º Monza - Porsche 997 GT3 Cup

2008
- 2º Barcellona - Nissan 350ZCup

2009
- 1º Albacete - Nissan 350ZCup
- 1º Alcañiz - Nissan 350ZCup
- 1º Mores - Lotus Exige
- 1º Imola - Lotus Exige

2010
- 3º Valencia - Nissan 350ZCup
- 3º Monza - Lotus Exige
- 3º Magny Cours - Lotus Exige
- 3º Spa - Lotus Exige

2011
- 1º Valencia - Nissan 350ZCup
- 3º Mugello - Lotus Exige
- 3º Varano - Lotus Exige
- 2º Giro automobilistico d'Italia - Abarth 500 Assetto Corse

2012
- 1º Imola - Lotus Exige

## Risultati

### Formula 1
| 1972 | Scuderia | Vettura |  |  |  |  |  |  |   |    |  |  |  |  |  |  |  |  |  | Punti | Pos. |
| ---- | -------- | ------- |  |  |  |  |  |  | - | -- |  |  |  |  |  |  |  |  |  | ----- | ---- |
| 1972 | Ferrari  | 312 B2  |  |  |  |  |  |  | 6 | 12 |  |  |  |  |  |  |  |  |  | 1     | 20º  |

| 1973 | Scuderia | Vettura       |   |   |   |  |  |     |  |   |  |  |  |   |     |    |    |  |  | Punti | Pos. |
| ---- | -------- | ------------- | - | - | - |  |  | --- |  | - |  |  |  | - | --- | -- | -- |  |  | ----- | ---- |
| 1973 | Ferrari  | 312 B2 312 B3 | 9 | 4 | 4 |  |  | Rit |  | 7 |  |  |  | 7 | Rit | 15 | 16 |  |  | 6     | 12º  |

| 1974 | Scuderia     | Vettura |     |     |   |     |     |     |     |     |   |     |     |     |   |     |     |  |  | Punti | Pos. |
| ---- | ------------ | ------- | --- | --- | - | --- | --- | --- | --- | --- | - | --- | --- | --- | - | --- | --- |  |  | ----- | ---- |
| 1974 | Iso-Marlboro | FW      | Rit | Rit | 6 | Rit | Rit | Rit | INF | Rit | 9 | Rit | Rit | Rit | 4 | Rit | Rit |  |  | 4     | 17º  |

| 1975 | Scuderia        | Vettura        |    |     |     |     |    |     |  |  |  |  |  |  |    |  |  |  |  | Punti | Pos. |
| ---- | --------------- | -------------- | -- | --- | --- | --- | -- | --- |  |  |  |  |  |  | -- |  |  |  |  | ----- | ---- |
| 1975 | FWRC Fittipaldi | FW03 FW04 FD03 | NC | Rit | Rit | Rit | NQ | Rit |  |  |  |  |  |  | 11 |  |  |  |  | 0     |      |

| 1976 | Scuderia                 | Vettura  |  |  |    |     |     |    |    |   |     |     |     |     |    |     |     |     |  | Punti | Pos. |
| ---- | ------------------------ | -------- |  |  | -- | --- | --- | -- | -- | - | --- | --- | --- | --- | -- | --- | --- | --- |  | ----- | ---- |
| 1976 | March Walter Wolf Racing | 761 FW05 |  |  | NQ | Rit | Rit | NQ | 14 | 9 | Rit | Rit | Rit | Rit | NP | Rit | Rit | Rit |  | 0     |      |

| 1977 | Scuderia        | Vettura  |  |  |  |  |     |    |    |  |     |     |    |     |    |  |  |  |  | Punti | Pos. |
| ---- | --------------- | -------- |  |  |  |  | --- | -- | -- |  | --- | --- | -- | --- | -- |  |  |  |  | ----- | ---- |
| 1977 | Merzario Shadow | 761B DN8 |  |  |  |  | Rit | NQ | 14 |  | Rit | Rit | NQ | Rit | NQ |  |  |  |  | 0     |      |

| 1978 | Scuderia | Vettura |     |    |     |     |     |     |    |    |    |     |    |    |     |     |     |    |  | Punti | Pos. |
| ---- | -------- | ------- | --- | -- | --- | --- | --- | --- | -- | -- | -- | --- | -- | -- | --- | --- | --- | -- |  | ----- | ---- |
| 1978 | Merzario | A1      | Rit | NQ | Rit | Rit | NPQ | NPQ | NQ | NC | NQ | Rit | NQ | NQ | Rit | Rit | Rit | NQ |  | 0     |      |

| 1979 | Scuderia | Vettura   |     |    |    |     |    |    |  |    |    |    |    |    |    |    |    |  |  | Punti | Pos. |
| ---- | -------- | --------- | --- | -- | -- | --- | -- | -- |  | -- | -- | -- | -- | -- | -- | -- | -- |  |  | ----- | ---- |
| 1979 | Merzario | A1B A2 A4 | Rit | NQ | NQ | Rit | NQ | NQ |  | NQ | NQ | NQ | NQ | NQ | NQ | NQ | NQ |  |  | 0     |      |

| Legenda | 1º posto     | 2º posto | 3º posto    | A punti         | Senza punti/Non class.  | Grassetto – Pole position Corsivo – Giro più veloce |
| Legenda | Squalificato | Ritirato | Non partito | Non qualificato | Solo prove/Terzo pilota | Grassetto – Pole position Corsivo – Giro più veloce |

### Gare extra campionato
| Anno    | Vettura           | 1      | 2      |
| ------- | ----------------- | ------ | ------ |
| 1974    | Williams-Cosworth | BRA 3  |        |
| 1975    | Williams-Cosworth | BRH 7  | SIL NP |
| 1979    | Merzario-Cosworth | IMO 11 |        |
| Legenda |                   |        |        |

### Sportprototipi

#### Campionato internazionale gran turismo
| 1963 | Scuderia               | Vettura                 | Stati Uniti (bandiera) | Stati Uniti (bandiera) | Stati Uniti (bandiera) | Italia (bandiera) | Belgio (bandiera) | Italia (bandiera) | Germania Ovest (bandiera) | Italia (bandiera)         | Germania Ovest (bandiera) | Francia (bandiera) | Italia (bandiera)         | Germania Ovest (bandiera) | Francia (bandiera)     | Germania Ovest (bandiera) | Italia (bandiera)         | Regno Unito (bandiera) | Svizzera (bandiera) | Germania Ovest (bandiera) | Italia (bandiera)      | Italia (bandiera)  | Francia (bandiera) | Stati Uniti (bandiera) |
| ---- | ---------------------- | ----------------------- | ---------------------- | ---------------------- | ---------------------- | ----------------- | ----------------- | ----------------- | ------------------------- | ------------------------- | ------------------------- | ------------------ | ------------------------- | ------------------------- | ---------------------- | ------------------------- | ------------------------- | ---------------------- | ------------------- | ------------------------- | ---------------------- | ------------------ | ------------------ | ---------------------- |
| 1963 |                        | Alfa Romeo Giulietta SZ |                        |                        |                        |                   |                   |                   |                           |                           |                           |                    |                           |                           |                        |                           |                           |                        |                     |                           | 12                     |                    |                    |                        |
| 1964 | Scuderia               | Vettura                 | Stati Uniti (bandiera) | Stati Uniti (bandiera) | Italia (bandiera)      | Italia (bandiera) | Belgio (bandiera) | Italia (bandiera) | Germania Ovest (bandiera) | Germania Ovest (bandiera) | Francia (bandiera)        | Francia (bandiera) | Germania Ovest (bandiera) | Italia (bandiera)         | Regno Unito (bandiera) | Svizzera (bandiera)       | Germania Ovest (bandiera) | Italia (bandiera)      | Francia (bandiera)  | Stati Uniti (bandiera)    | Stati Uniti (bandiera) | Francia (bandiera) |                    |                        |
| 1964 | Scuderia Sant Ambroeus | Fiat-Abarth 1000        |                        |                        |                        |                   |                   | 86                |                           |                           |                           |                    |                           |                           |                        |                           | Rit                       |                        |                     |                           |                        |                    |                    |                        |

#### Campionato internazionale sportprototipi
| 1967 | Scuderia             | Vettura                     | Stati Uniti (bandiera) | Stati Uniti (bandiera) | Italia (bandiera)      | Belgio (bandiera)      | Italia (bandiera) | Germania Ovest (bandiera) | Francia (bandiera)        | Germania Ovest (bandiera) | Italia (bandiera)      | Regno Unito (bandiera) | Italia (bandiera)      | Austria (bandiera) | Svizzera (bandiera) | Germania Ovest (bandiera) |
| ---- | -------------------- | --------------------------- | ---------------------- | ---------------------- | ---------------------- | ---------------------- | ----------------- | ------------------------- | ------------------------- | ------------------------- | ---------------------- | ---------------------- | ---------------------- | ------------------ | ------------------- | ------------------------- |
| 1967 |                      | Lancia Fulvia               |                        |                        |                        |                        |                   |                           |                           |                           | 46                     |                        |                        |                    |                     |                           |
| 1969 | Scuderia             | Vettura                     | Stati Uniti (bandiera) | Stati Uniti (bandiera) | Regno Unito (bandiera) | Italia (bandiera)      | Italia (bandiera) | Belgio (bandiera)         | Germania Ovest (bandiera) | Francia (bandiera)        | Stati Uniti (bandiera) | Austria (bandiera)     |                        |                    |                     |                           |
| 1969 | Gianfranco Palazzoli | Fiat Abarth 1000SP          |                        |                        |                        | Rit                    |                   |                           |                           |                           |                        |                        |                        |                    |                     |                           |
| 1970 | Scuderia             | Vettura                     | Stati Uniti (bandiera) | Stati Uniti (bandiera) | Regno Unito (bandiera) | Italia (bandiera)      | Italia (bandiera) | Belgio (bandiera)         | Germania Ovest (bandiera) | Francia (bandiera)        | Stati Uniti (bandiera) | Austria (bandiera)     |                        |                    |                     |                           |
| 1970 | Scuderia Ferrari     | Ferrari 512 S               | 3                      | Rit                    | 5                      | 4                      |                   | 7                         | Rit                       | Rit                       |                        |                        |                        |                    |                     |                           |
| 1970 | Abarth               | Abarth 3000 SP              |                        |                        |                        |                        | Rit               |                           |                           |                           |                        |                        |                        |                    |                     |                           |
| 1971 | Scuderia             | Vettura                     | Argentina (bandiera)   | Stati Uniti (bandiera) | Stati Uniti (bandiera) | Regno Unito (bandiera) | Italia (bandiera) | Belgio (bandiera)         | Italia (bandiera)         | Germania Ovest (bandiera) | Francia (bandiera)     | Austria (bandiera)     | Stati Uniti (bandiera) |                    |                     |                           |
| 1971 | Scuderia Ferrari     | Ferrari 312 PB              | Rit                    |                        |                        |                        |                   |                           |                           |                           |                        |                        |                        |                    |                     |                           |
| 1971 | Escuderia Montjuich  | Ferrari 512 S Ferrari 512 M |                        | Rit                    |                        |                        | Rit               |                           |                           |                           |                        |                        |                        |                    |                     |                           |

#### Campionato del mondo sportprototipi
| 1972 | Scuderia         | Vettura              | Argentina (bandiera)   | Stati Uniti (bandiera) | Stati Uniti (bandiera)    | Regno Unito (bandiera) | Italia (bandiera)      | Belgio (bandiera)         | Italia (bandiera)         | Germania Ovest (bandiera) | Francia (bandiera)     | Austria (bandiera)     | Stati Uniti (bandiera) |                    |                    |                    |                        |                           |                   |
| ---- | ---------------- | -------------------- | ---------------------- | ---------------------- | ------------------------- | ---------------------- | ---------------------- | ------------------------- | ------------------------- | ------------------------- | ---------------------- | ---------------------- | ---------------------- | ------------------ | ------------------ | ------------------ | ---------------------- | ------------------------- | ----------------- |
| 1972 | Abarth-Osella    | Abarth 2000SP        | Rit                    | SQ                     |                           |                        |                        |                           |                           |                           |                        |                        |                        |                    |                    |                    |                        |                           |                   |
| 1972 | Osella-Abarth    | Abarth-Osella SE-021 |                        |                        |                           | Rit                    |                        |                           |                           |                           |                        |                        |                        |                    |                    |                    |                        |                           |                   |
| 1972 | Scuderia Ferrari | Ferrari 312 PB       |                        |                        |                           |                        | Rit                    | 1                         | 1                         | 2                         |                        | 4                      | Rit                    |                    |                    |                    |                        |                           |                   |
| 1973 | Scuderia         | Vettura              | Stati Uniti (bandiera) | Italia (bandiera)      | Francia (bandiera)        | Italia (bandiera)      | Belgio (bandiera)      | Italia (bandiera)         | Germania Ovest (bandiera) | Francia (bandiera)        | Austria (bandiera)     | Stati Uniti (bandiera) |                        |                    |                    |                    |                        |                           |                   |
| 1973 | NART             | Ferrari 365 GTB/4    | Rit                    |                        |                           |                        |                        |                           |                           |                           |                        |                        |                        |                    |                    |                    |                        |                           |                   |
| 1973 | Scuderia Ferrari | Ferrari 312 PB       |                        | 4                      | 4                         | Rit                    | 4                      | Rit                       | 2                         | 2                         | 6                      | 3                      |                        |                    |                    |                    |                        |                           |                   |
| 1974 | Scuderia         | Vettura              | Italia (bandiera)      | Belgio (bandiera)      | Germania Ovest (bandiera) | Italia (bandiera)      | Francia (bandiera)     | Austria (bandiera)        | Stati Uniti (bandiera)    | Francia (bandiera)        | Regno Unito (bandiera) | Sudafrica (bandiera)   |                        |                    |                    |                    |                        |                           |                   |
| 1974 | Autodelta        | Alfa Romeo T33/TT/12 | 1                      |                        | 9                         | Rit                    |                        | 5                         | SQ                        |                           |                        |                        |                        |                    |                    |                    |                        |                           |                   |
| 1974 | Gelo Racing      | Porsche Carrera RSR  |                        |                        |                           |                        |                        |                           |                           |                           | 13                     |                        |                        |                    |                    |                    |                        |                           |                   |
| 1975 | Scuderia         | Vettura              | Stati Uniti (bandiera) | Italia (bandiera)      | Francia (bandiera)        | Italia (bandiera)      | Belgio (bandiera)      | Italia (bandiera)         | Germania Ovest (bandiera) | Austria (bandiera)        | Stati Uniti (bandiera) |                        |                        |                    |                    |                    |                        |                           |                   |
| 1975 | Kauhsen Racing   | Alfa Romeo T33/TT/12 |                        | 2                      | 1                         | 1                      | 2                      | 1                         | 1                         | 2                         | 2                      |                        |                        |                    |                    |                    |                        |                           |                   |
| 1976 | Scuderia         | Vettura              | Italia (bandiera)      | Italia (bandiera)      | Germania Ovest (bandiera) | Italia (bandiera)      | Regno Unito (bandiera) | Italia (bandiera)         | Germania Ovest (bandiera) | Austria (bandiera)        | Italia (bandiera)      | Stati Uniti (bandiera) | Canada (bandiera)      | Francia (bandiera) | Francia (bandiera) | Austria (bandiera) |                        |                           |                   |
| 1976 | Zip-Up Racing    | Chevrolet Camaro     | Rit                    |                        |                           |                        |                        |                           |                           |                           |                        |                        |                        |                    |                    |                    |                        |                           |                   |
| 1976 | Enzo Osella      | Osella PA3           |                        |                        |                           | Rit                    |                        |                           |                           |                           |                        |                        |                        |                    |                    |                    |                        |                           |                   |
| 1976 | Autodelta        | Alfa Romeo T33/SC/12 |                        |                        |                           |                        |                        | 2                         |                           |                           | Rit                    |                        |                        |                    |                    | Rit                |                        |                           |                   |
| 1977 | Scuderia         | Vettura              | Stati Uniti (bandiera) | Italia (bandiera)      | Francia (bandiera)        | Italia (bandiera)      | Regno Unito (bandiera) | Germania Ovest (bandiera) | Italia (bandiera)         | Italia (bandiera)         | Stati Uniti (bandiera) | Portogallo (bandiera)  | Francia (bandiera)     | Canada (bandiera)  | Italia (bandiera)  | Austria (bandiera) | Regno Unito (bandiera) | Germania Ovest (bandiera) | Italia (bandiera) |
| 1977 | Jolly Club       | Porsche 934          | 4                      |                        |                           |                        |                        |                           |                           |                           |                        |                        |                        |                    |                    |                    |                        |                           |                   |
| 1977 | Autodelta        | Alfa Romeo T33/SC/12 |                        | 1                      | Rit                       |                        |                        | 2                         | 1                         |                           |                        | 1                      |                        | Rit                | 2                  |                    |                        |                           |                   |

#### 24 Ore di Le Mans
| Anno | Classe | N° | Gomme | Vettura                             | Squadra           | Co-piloti      | Giri | Pos. Assol. | Pos. di Classe |
| ---- | ------ | -- | ----- | ----------------------------------- | ----------------- | -------------- | ---- | ----------- | -------------- |
| 1970 | S 5.0  | 8  | F     | Ferrari 512 S Ferrari 5.0L V12      | SpA Ferrari SEFAC | Clay Regazzoni | 38   | Rit         | Rit            |
| 1973 | S 3.0  | 16 | G     | Ferrari 312 PB Ferrari 3.0L Flat-12 | SpA Ferrari SEFAC | Carlos Pace    | 349  | 2º          | 2º             |

#### 12 Ore di Sebring
| Anno    | Scuderia             | Costruttore | Vettura             | Numero | Categoria | Classe | Co-Pilota      | Giri | Risultato di classe | Risultato assoluto |
| ------- | -------------------- | ----------- | ------------------- | ------ | --------- | ------ | -------------- | ---- | ------------------- | ------------------ |
| 1970    | Ferrari S.P.A. SEFAC | Ferrari     | Ferrari 512S Spyder | 19     | Sport     | S 5.0  | Mario Andretti | 227  | Rit                 | Rit                |
| Legenda |                      |             |                     |        |           |        |                |      |                     |                    |

#### Targa Florio
| Anno    | Scuderia          | Costruttore | Vettura            | Numero | Categoria | Classe | Co-Pilota       | Giri | Risultato di classe | Risultato assoluto |
| ------- | ----------------- | ----------- | ------------------ | ------ | --------- | ------ | --------------- | ---- | ------------------- | ------------------ |
| 1970    | Abarth & Co       | Abarth      | Abarth 3000 SP     | 38     | Prototipo | P 3.0  | Johannes Ortner | 2    | Rit                 | Rit                |
| 1972    | Ferrari SEFAC     | Ferrari     | Ferrari 312 PB     | 3      | Sport     | S 3.0  | Sandro Munari   | 11   | 1º                  | 1º                 |
| 1973    | Spa Ferrari SEFAC | Ferrari     | Ferrari 312 PB     | 3      | Sport     | S 3.0  | Nino Vaccarella | 2    | Rit                 | Rit                |
| 1975    | Autodelta         | Alfa Romeo  | Alfa Romeo 33 TT12 | 1      | Sport     | S 3.0  | Nino Vaccarella | 8    | 1º                  | 1º                 |
| Legenda |                   |             |                    |        |           |        |                 |      |                     |                    |

#### 1000 km del Nürburgring
| Anno    | Scuderia                  | Costruttore | Vettura              | Numero | Categoria | Classe | Co-Pilota       | Giri | Risultato di classe | Risultato assoluto |
| ------- | ------------------------- | ----------- | -------------------- | ------ | --------- | ------ | --------------- | ---- | ------------------- | ------------------ |
| 1970    | Ferrari s. p. a.          | Ferrari     | Ferrari 512 S Spyder | 57     | Sport     | S 5.0  | Ignazio Giunti  | 2    | Rit                 | Rit                |
| 1972    | Spa Ferrari SEFAC         | Ferrari     | Ferrari 312 PB       | 2      | Sport     | S 3.0  | Brian Redman    | 44   | 2º                  | 2º                 |
| 1973    | SpA Ferrari SEFAC         | Ferrari     | Ferrari 312 PB       | 2      | Sport     | S 3.0  | Carlos Pace     | 44   | 2º                  | 2º                 |
| 1975    | Autodelta SpA             | Alfa Romeo  | Alfa Romeo 33 TT12   | 5      | Sport     | S 3.0  | Brian Redman    | 29   | 9º                  | 9º                 |
| 1976    | Willi-Kauhsen-Racing-Team | Alfa Romeo  | Alfa Romeo T33/TT/12 | 1      | Sport     | S 3.0  | Jacques Laffite | 44   | 1º                  | 1º                 |
| Legenda |                           |             |                      |        |           |        |                 |      |                     |                    |

### Formula 2
| Stagione | Team                      | Telaio      | Motore           | 1       | 2       | 3       | 4       | 5     | 6       | 7   | 8      | 9      | 10      | 11      | 12      | 13  | 14      | Punti | Pos. |
| -------- | ------------------------- | ----------- | ---------------- | ------- | ------- | ------- | ------- | ----- | ------- | --- | ------ | ------ | ------- | ------- | ------- | --- | ------- | ----- | ---- |
| 1971     | Racing Team IRIS          | Tecno TF70  | Cosworth FVA     | HOC Rit | THR     | NÜR     | JAR NQ  | CRY   | ROU NQ  | MAN | TUL    | ALB    | VAL     | VAL     |         |     |         | 0     | NC   |
| 1974     | Osella Squadra Corse      | Osella PA2  | BMW              | MON     | HOC     | PAU     | SAL     | HOC   | MUG     | KAR | PER    | HOC    | VAL Rit |         |         |     |         | 0     | NC   |
| 1975     | Osella Squadra Corse      | Osella FA2  | BMW              | EST     | THR     | HOC     | NÜR     | PAU   | HOC     | SAL | ROU    | MUG    | PER     | SIL Rit | ZOL     | NOG | VAL Rit | 0     | NC   |
| 1976     | Willi Kauhsen Racing Team | March 762   | Hart             | HOC     | THR     | VAL     | SAL     | PAU   | HOC     | ROU | MUG    | PER NP | EST     | NOG     |         |     |         | 0     | NC   |
| 1976     | Osella Squadra Corse      | Osella FA2  | BMW              |         |         |         |         |       |         |     |        |        |         |         | HOC NQ  |     |         | 0     | NC   |
| 1977     | Fred Opert Racing Team    | Chevron B40 | Hart             | SIL     | THR     | HOC     | NÜR     | VAL   | PAU     | MUG | ROU    | NOG    | PER     | MIS Rit | EST     | DON |         | 0     | NC   |
| 1978     | Chevron B42               | Hart        | ICI Chevron Cars | THR     | HOC     | NÜR     | PAU     | MUG 4 | VAL     | ROU | DON    | NOG    | PER     | MIS 5   | HOC     |     |         | 3     | 18º  |
| 1980     | Merzario Team Srl         | Merzario M1 | BMW              | THR Rit | HOC Rit | NÜR Rit | VAL     | PAU 9 | SIL Rit | ZOL | MUG 16 | ZAN 17 | PER NP  | MIS     | HOC Rit |     |         | 0     | 27º  |
| 1981     | Astra Team Merzario Srl   | Merzario M1 | BMW              | SIL NQ  | HOC     | THR NP  |         |       |         |     |        |        |         |         | MAN Rit |     |         | 0     | NC   |
| 1981     | Astra Team Merzario Srl   | March 812   | BMW              |         |         |         | NÜR Rit | VAL   | MUG     | PAU | PER    | SPA    | DON     | MIS     |         |     |         | 0     | NC   |

## Riconoscimenti
- Casco di bronzo della rivista Autosprint nel 1968
- Premio della combattività dei giornalisti al Gran Premio d'Inghilterra nel 1972
- Campionato Italiano Assoluto di Velocità della Commissione Sportiva Automobilistica Italiana nel 1973 e 1975[11]
- Premio speciale dell'Autosprint Slot Club Genova nel 1976
- Presidente onorario della Scuderia del Portello dal 2010
- Premio speciale della Scuderia del Lario
- Premio gli automobili dell'Automobile Club di Perugia nel 2013